# Beata Jankowska-Tzimas
Beata Jankowska-Tzimas (ur. 1 maja 1970 w Gołdapi) – polska aktorka teatralna i dubbingowa oraz wokalistka.

## Życiorys
Jest absolwentką Studium Wokalno-Aktorskiego im. Danuty Baduszkowej w Gdyni.
W teatrze zadebiutowała w sezonie 1989/1990 rolą Szpryncy w musicalu Skrzypek na dachu jako adeptka gdyńskiego Teatru Muzycznego. Po zakończeniu edukacji w 1993 rozpoczęła pracę w warszawskim Teatrze Syrena.
Jest jedną z najpopularniejszych aktorek dubbingowych w Polsce. Użyczyła głosu postaciom, takim jak np.  Ariel w filmie Walta Disneya Mała Syrenka, Atomówka Bójka, Miriam z biblijnej animacji DreamWorks Książę Egiptu, Pinguś w kreskówce Przyjaciele z podwórka oraz Daphne Blake z serii Scooby-Doo.
W 2012 wzięła udział w programie typu talent show – X Factor, lecz odpadła w „bootcampie”. W marcu 2013 wzięła udział w programie The Voice of Poland. Trafiła do drużyny Justyny Steczkowskiej i dotarła do „nokautów”.

## Role teatralne
- 1989: Skrzypek na dachu jako Szprynca (reż. Jerzy Gruza)
- 1993: Ania z Zielonego Wzgórza jako Emilka White (reż. Jan Szurmiej)
- 1996: Królowa przedmieścia jako Mańka (reż. Barbara Borys-Damięcka)
- 1997: Rozkoszna dziewczyna jako Krystyna (reż. B. Borys-Damięcka)
- 1999: Ballada Czerniakowska, czyli Boso, ale w ostrogach jako Lilka (reż. Tadeusz Wiśniewski)
- 1999: Księżyc nad Buffalo jako Eileen (reż. Cezary Morawski)
- 2000: Piękna Lucynda jako Talia / Zuzanna (reż. Wojciech Adamczyk)
- 2001: Taka noc nie powtórzy się... jako Filipina (reż. Artur Barciś)
- 2002: Żołnierz królowej Madagaskaru jako Zuzia (reż. W. Adamczyk)
- 2004: Ciotka Karola jako Kitty Verdun (reż. Waldemar Matuszewski)
- 2004: Opera za trzy grosze jako Lucy Brown (reż. Laco Adamík)
- 2009: Momo jako Bibi (reż. Ewelina Pietrowiak)
- 2010: Kot w butach jako Królewna (reż. Jacek Bończyk)
- 2018: Rodzina Addamsów jako babcia (reż. Jacek Mikołajczyk)

### Teatr Telewizji
- 1992: Żołnierz królowej Madagaskaru jako Podróżna (reż. J. Gruza)
- 1998: Balkis jako Wróżka Peri (reż. B. Borys-Damięcka)

## Filmografia
- 2004: Na dobre i na złe, odc. 190 jako Renata
- Klan jako Łucja Smosarska

### Polski dubbing
Podane lata dotyczą realizacji filmów, niejednokrotnie nie pokrywają się one z datami udziału aktorki w realizacji dubbingu.

- 1960–1966: Flintstonowie jako Ann Margrock
- 1983–1987: Fraglesy jako Red
- 1983: Kaczor Donald przedstawia
- 1984–1991: Mapeciątka jako Skeeter
- 1986: Amerykańska opowieść jako Tanya / wykonanie piosenek
- 1987: Miś Yogi i czarodziejski lot Świerkową Gęsią – wykonanie piosenek
- 1988–1994: Garfield i przyjaciele jako Booker
- 1988: Mój sąsiad Totoro − wykonanie piosenki
- 1989: Mała syrenka jako Ariel
- 1990: Pinokio
- 1991: Amerykańska opowieść. Fievel jedzie na Zachód jako Tanya
- 1992–1994: Mała syrenka jako Ariel
- 1992–1995: Batman jako Naven (odc. 13)
- 1994: Superświnka
- 1994: Księżniczka łabędzi (wersja telewizyjna)
- 1995: Nowe przygody Madeline
- 1996: Przygody Pytalskich jako Kwik
- 1997–1998: Przygody Olivera Twista
- 1997: Myszorki na prerii jako Spryciulka
- 1997: Świat królika Piotrusia i jego przyjaciół – wykonanie piosenek
- 1998–2004: Atomówki jako Bójka
- 1998: Książę Egiptu jako Miriam
- 1998: Rudolf czerwononosy renifer jako Jutrzenka (śpiew)
- 1999–2002: Baśniowa Kraina Braci Grimm: Simsala jako:
  - księżniczka (odc. 10),
  - Grymelda (odc. 13),
  - Beatrycze – przyrodnia siostra Kopciuszka (odc. 24)
- 2000: Pełzaki w Paryżu
- 2000: Mała Syrenka 2: Powrót do morza jako Ariel
- 2002–2004: Pan Andersen opowiada
- 2002–2007: Kim Kolwiek jako Tara
- 2003: Robociki jako Nikuś
- 2003: Dzieci pani Pająkowej ze Słonecznej Doliny
- 2003–2005: Młodzi Tytani jako Terra
- 2003: Księga dżungli 2
- 2004: Terminal
- 2004:Transformerzy: Wojna o Energon jako Mika
- od 2004: Klub Winx jako Stormy (sezony 3–7, Nickelodeon)
- 2005: Z życia nastoletniego robota: Ucieczka z planety Roju jako Brit
- 2005: Nurkuj, Olly jako Olly
- 2005–2008: Ben 10 jako:
  - Pinky (odc. 29),
  - Kai (odc. 31)
- 2005: Nowy dom jako Koko
- 2005: Barbie i magia pegaza jako:
  - troll,
  - żona #3,
  - Brietta
- 2006–2009: Truskawkowe Ciastko jako Imbirka
- 2007: Chop Socky Chooks: Kung Fu Kurczaki jako:
  - Oni,
  - Jaskra (odc. 11)
- 2007–2008: Przyjaciele z podwórka jako Pinguś
- 2008: Mała Syrenka 3: Dzieciństwo Ariel jako Ariel
- 2008: Gormiti jako Paula
- 2008–2011: Mighty B jako Penny
- 2008: Camp Rock jako Dee
- 2009: Księżniczka i żaba
- 2009: Dragon Age: Początek
- 2009–2010: Tajemniczy Sobotowie jako:
  - Drew Sobota,
  - Drew Poniedziałek
- 2010: Biała i Strzała podbijają kosmos jako Saszka
- 2010: Umizoomi jako Geo
- 2010: God of War III
- 2010: Mania jako Mania
- 2010: Viva High School Musical Meksyk: Pojedynek jako Stefi
- 2011: Hop
- 2011: My Little Pony: Przyjaźń to magia jako Scootaloo
- 2013–2015: Nawiedzeni jako Michelle Hathaway
- 2014: Winx Club: Tajemnica morskich głębin jako Stormy
- 2014: Piekaczki jako Robotoaleta 30000
- od 2015: Młodzi Tytani: Akcja! jako:
  - Paso (odc. 9a),
  - Terra (odc. 11a, 21b, 44a),
  - Batgirl (odc. 16b),
  - Gizmo (odc. 17b),
  - Szepcioszek (odc. 52a)
- 2015: Nowe przygody Piotrusia Pana jako:
  - jedna z Sylwid (odc. 10, 17, 19, 23),
  - Panna Kwiatów w jasnoczerwonej sukni (odc. 17, 23–24),
  - jedna z syren (odc. 19)
- 2015: Trojaczki jako:
  - sąsiadka (odc. 48, 52–53, 65, 78),
  - plażowiczka (odc. 55)
- od 2016: Harmidom jako Hen Harmidomska
- od 2019: Miraculum: Biedronka i Czarny Kot jako Chris Lahiffe

#### Filmy i serialeScooby DoojakoDaphne Blake
- 1998: Scooby i Scrappy Doo (druga wersja dubbingowa)
- 1998: Scooby Doo, gdzie jesteś?
- 1998: 13 demonów Scooby Doo
- 1998: Scooby Doo
- 1998: Scooby Doo na Wyspie Zombie
- 1999: Scooby Doo podbija Hollywood
- 2000: Scooby Doo i duch czarownicy
- 2002: Szczeniak zwany Scooby Doo
- 2002: Nowy Scooby Doo
- 2002: Scooby Doo i najeźdźcy z kosmosu
- 2002: Scooby Doo i cyberpościg
- 2003–2006: Co nowego u Scooby’ego?
- 2003: Scooby Doo i legenda wampira
- 2003: Scooby Doo i meksykański potwór
- 2004: Scooby Doo i potwór z Loch Ness
- 2005: Aloha, Scooby Doo
- 2006: Scooby Doo na tropie Mumii
- 2006: Scooby Doo!: Ahoj piraci!
- 2007: Kudłaty i Scooby Doo na tropie (odc. 1, 10)
- 2007: Scooby Doo i śnieżny stwór
- 2008: Scooby Doo i król goblinów
- 2009: Scooby Doo i miecz samuraja
- 2010: Scooby Doo: Abrakadabra-Doo
- 2010: Scooby Doo: Wakacje z duchami
- 2011–2014: Scooby Doo i Brygada Detektywów
- 2011: Scooby Doo: Epoka Pantozaura
- 2012: Scooby Doo: Pogromcy wampirów
- 2012–2015: Nowy Scooby i Scrappy Doo
- 2012–2015: Nowe przygody Scooby’ego (odc. 14, 19, 21-22)
- 2012: Scooby Doo: Wielka draka wilkołaka
- 2013: Scooby Doo: Maska Błękitnego Sokoła
- 2013: Scooby-Doo! Wyprawa po mapę skarbów
- 2013: Scooby Doo: Upiór w operze
- 2013: Scooby Doo i upiorny strach na wróble (pierwsza wersja dubbingowa)
- 2014: Scooby Doo: WrestleMania – Tajemnica ringu
- 2014: Scooby-Doo! Frankenstrachy
- 2015: Scooby-Doo!: Pora księżycowego potwora
- 2015: Scooby Doo i plażowy potwór (pierwsza wersja dubbingowa)
- 2015: Scooby-Doo i Kiss: Straszenie na scenie
- 2015–2017: Wyluzuj, Scooby Doo!
- 2016: Scooby Doo i Czarny Rycerz
- 2016: Lego Scooby-Doo: Nawiedzone Hollywood
- 2016: Scooby-Doo! i WWE: Potworny wyścig
- 2017: Scooby Doo: Mechaniczny pies (pierwsza wersja dubbingowa)
- 2017: Scooby-Doo! Na Dzikim Zachodzie
- 2017 Scooby Doo i upiorny strach na wróble (druga wersja dubbingowa)
- 2017: Lego Scooby-Doo! Klątwa piratów
- 2018: Scooby-Doo! i Batman: Odważniaki i straszaki
- 2018: Scooby Doo i plażowy potwór (pierwsza wersja dubbingowa)
- 2018: Scooby-Doo! spotyka ducha łasucha
- 2019: Scooby Doo: Mechaniczny pies (druga wersja dubbingowa)
- 2019: Scooby Doo i upiorny strach na wróble (trzecia wersja dubbingowa)
- 2019: Scooby Doo i plażowy potwór (pierwsza wersja dubbingowa)
- 2019: Scooby Doo: Upiorna gwiazdka
- 2019: Scooby Doo: Koszmarne bramki (pierwsza wersja dubbingowa)
- 2019: Scooby Doo: Upiorne igrzyska
- 2019: Scooby-Doo! i klątwa trzynastego ducha
- 2019: Scooby Doo: Koszmarne bramki (druga wersja dubbingowa)
- 2019: Scooby-Doo! Powrót na Wyspę Zombie
- 2019–nadal: Scooby Doo i... zgadnij kto?
- 2020: Scooby-Doo!
- 2020: Scooby-Doo! Wesołego Halloween
- 2002: Scooby-Doo: Strachy na lachy
- 2003: Scooby-Doo: Miasto duchów
- 2003: Scooby-Doo: Piramidalna zagadka
- 2003: Scooby-Doo: Muzealna draka z powodu robaka
- 2004: Scooby-Doo: Terror kamiennego smoka
- 2007: Scooby-Doo: Kamera! Akcja! Zamęt!